# کاوازاکی ۲۵۰ ماخ-۱
کاوازاکی ۲۵۰ ماخ-۱ (به انگلیسی: Kawasaki 250 Mach-1) یک موتورسیکلت ژاپنی با انجین ۲۵۰ سی‌سی، سه‌سیلندر خطی، هواخنک، دوزمانه، توان خروجی ۳۲ اسب بخار و حداکثر سرعت ۱۵۵ کیلومتر بر ساعت که بین سال‌های ۱۹۷۲ تا ۱۹۷۵ توسط کمپانی موتورسازی کاوازاکی تولید می‌شد.
ماخ-۱ نتیجه مستقیم موفقیت گسترده کاوازاکی ۵۰۰ ماخ-۳ بود که در سال ۱۹۶۹ معرفی شد.